# Junction City hadművelet
A Junction City hadművelet egy 82 napos hadművelet, melyet az amerikai és dél-vietnámi erők a vietnámi háború alatt hajtottak végre. A hadműveletet 1967. február 22-én kezdték. Ez volt a legnagyobb, amerikaiak által végrehajtott ejtőernyős hadművelet a koreai háború Tomahawk hadművelete óta, és az egyetlen jelentős csapatokat megmozgató amerikai ejtőernyős hadművelet a Délkelet-ázsiai konfliktusban.
A Junction City-hadművelet egy „kutasd fel és pusztítsd el” (search and destroy) hadművelet volt, amelyet abban a reményben indítottak, hogy sikerül az (Észak-)Vietnámi Néphadsereg (ÉVH) és a Dél-vietnámi Nemzeti Felszabadítási Front (NFF) egységeit kiűzni a dél-vietnámi fővárostól, Saigon-tól északkeletre lévő "C harci övezetből" (War Zone C). A hadművelet másik célja az volt, hogy elfoglalják, vagy megsemmisítsék az ÉVH/NFF dél-vietnámi központi kirendeltségét (Central Office for South Vietnam (COSVN)). Ez a főhadiszállás irányított minden ellenséges aktivitást a Laosz, Kambodzsa és Dél-Vietnám határának találkozásától délre fekvő területeken.  Az amerikaiak egy ejtőernyős zászlóalj mellett több gyalogos hadosztályt és önálló dandárt bevetettek, jelentős részüket helikopterrel a területre szállítva.
A művelet eleinte "nyugodtan" folyt, csak kevés találkozás történt az erdőben a kommunista és az amerikai csapatok között, így a veszteségek jelentős részét a balesetek és az erdőben kiépített csapdák, valamint aknamezők okozták. Ahogy láthatóan fáradni kezdtek az amerikai és déli csapatok a nehéz terepen folytatott kereső műveletekben fokozatosan megkezdődtek az északiak kis-léptékű, felőrlő támadásai, amelyeket 1967 márciusában és áprilisában több kisebb ütközethez vezettek. Ezek a kisebb csaták, mint például a Prek Klok-i ütközetek, Bàu Bàng-i ütközetek, ugyan nem okoztak jelentős veszteségeket, de nagy mértékben rombolták a csapatok morálját. A csapatok májusra teljesen kimerültek fizikailag és idegileg is, ezért a csapatokat kivonták a területről. Az amerikaiak a hadműveletet sikeresnek tekintették annak ellenére, hogy az ÉVH/NFF csapatok az amerikaiak visszavonulása után visszatértek a területre, és hogy a COSVN-t nem találták meg.
A hadművelet tipikus példája a vietnámi háborúban teljesen sikertelenül alkalmazott search and destroy technikának. A saját csapatok szétszórása és a végtelen menetekkel történő kifárasztása nem csak lerontotta a morált, de hatalmas értelmetlen veszteségekkel járt a csapdák, az aknák és a balesetek miatt. Mivel a legtöbb alakulat gyakorlatilag céltalanul bolyongott heteken át az erdőben, ezért hamar frusztrálttá váltak, amely gyakran a falusi lakosok elleni erőszakhoz vezetett, ráadásul hatalmas költségekkel járt. Ezzel szemben az északi csapatok könnyen el tudtak rejtőzni, vagy szorongatott helyzetben átmenekültek Kambodzsára, így az amerikai és déli csapatok távozása után néhány nappal már vissza is szerezhették az ellenőrzést a terület felett.